# Jarlinson Pantano Gómez
Jarlinson Pantano Gómez (Cali, 19 de novembre de 1988) és un ciclista colombià, professional des del 2007. Actualment corre a l'equip Trek-Segafredo.

## Palmarès
- 2009
  - Vencedor d'una etapa a la Copa de les Nacions Vila de Saguenay
- 2011
  - Vencedor d'una etapa a la Volta a Colòmbia
- 2016
  - Vencedor d'una etapa a la Volta a Suïssa
  - Vencedor d'una etapa al Tour de França
- 2017
  -  Campió de Colòmbia en contrarellotge
- 2018
  - Vencedor d'una etapa de la Volta a Catalunya

### Resultats al Giro d'Itàlia
- 2013. 46è de la classificació general
- 2014. 32è de la classificació general
- 2018. 54è de la classificació general

### Resultats al Tour de França
- 2015. 19è de la classificació general
- 2016. 19è de la classificació general. Vencedor de la 15a etapa
- 2017. 46è de la classificació general

### Resultats a la Volta a Espanya
- 2017. 33è de la classificació general